# Daniils Turkovs
Daniils Turkovs (Jūrmala, 1988. február 17.) lett válogatott labdarúgó.
A 180 cm magas csatár a lett fővárosban, a Skonto csapatában ismerkedett meg a labdarúgással. Profi labdarúgói karrierjét 2006-ban, a szintén rigai Olimps/RFS csapatában kezdte. 2008 nyaráig 35 bajnokin mindössze két alkalommal tudta bevenni az ellenfél kapuját. 2008 nyarán szabadon távozhatott a csapattól. Fél évig szabadügynök volt, majd 2009 tavaszán visszatért a csapathoz. 2010 nyarán eligazolt nevelőegyesületéhez, a Skonto Rigához, ahol később 17 mérkőzésen 8 gólt jegyzett.
2011 tavaszán légiósnak állt, honfitársa, Artjoms Rudnevs példáját követve Magyarországra, a ZTE FC-hez igazolt.

## Mérkőzései a lett válogatottban
| #  | Dátum              | Ellenfél | Eredmény | Kiírás              | Esemény |
| -- | ------------------ | -------- | -------- | ------------------- | ------- |
| 1. | 2010. november 17. | Kína     | 0 – 1    | barátságos mérkőzés | 77'     |
| 2. | 2011. február 9.   | Bolívia  | 2 – 1    | barátságos mérkőzés | 67'     |
| 3. | 2011. március 26.  | Izrael   | 1 – 2    | Eb-selejtező        | 73'     |
| 4. | 2011. június 7.    | Ausztria | 1 – 3    | barátságos mérkőzés | 86'     |
| 5. | 2013. november 15. | Írország | 0 – 3    | barátságos mérkőzés | 62'     |